# Lycamobile
Lycamobile est un opérateur mobile virtuel (MVNO) qui commercialise des services de téléphonie et d'Internet mobiles internationaux au moyen de cartes rechargeables et forfaits mensuels.
Possédant plus de 6,5 millions de clients dans 21 pays (Afrique du Sud, Allemagne, Australie, Autriche, Belgique, Danemark, États-Unis, France, Irlande, Italie, Pays-Bas, Macédoine du Nord, Norvège, Pologne, Portugal, Roumanie, Suède, Suisse, Tunisie, Ukraine et Royaume-Uni), ses cartes SIM sont commercialisées par la firme Lycatel, distincte de la marque Lycamobile.

## Présentation
Le concept de la marque Lycamobile est lancé en 2005  et l'entreprise entreprend ses premières négociations en 2006. Elle dispose de plusieurs entreprises privées nationales sous le nom Lycamobile et exerce ses activités exclusivement dans ces pays, soit comme MVNO, soit comme grossiste principal des produits de la marque Lycamobile.
La marque appartient à la société Pettigo Comercio Internacional Lda, Rua das Hortas, 1 Edifício do Carmo 5º Andar - Sala 500, 9050-024, Madeira, Portugal.
Elle est exploitée par la société Lycatel Services Limited, The Walbrook Building, 195 Marsh Wall, E14 9SG, London, London, Grande Bretagne.
En 2015, Lycamobile est présente dans 19 pays : Royaume-Uni, Hong-Kong, Allemagne, Australie, Espagne, Norvège, Suède, Danemark, Belgique, Italie, Pays-Bas, Autriche, Irlande, Pologne, Portugal, Suisse, France, États-Unis et la Tunisie. Depuis son lancement en 2006 en Belgique, elle possède plus de 6 millions de clients à travers les pays où elle est présente.
En octobre 2015, elle s'est lancée en Tunisie par Philippe Nieto, directeur du développement international de Lycamobile et Anis Bouajina actionnaire majoritaire de Lycamobile Tunisie, en association avec Tunisie Télécom, et devient 4e opérateur du pays. En outre, la Tunisie est la première implantation de Lycamobile en Afrique et dans le Monde arabe,,.

### En France
Arrivée en France en juillet 2011, elle est un opérateur Full MVNO en France et dispose donc de ses propres infrastructures de cœur de réseau (switchs, HLR, SMSC...), tout en louant la partie radio GSM, 3G et 4G du réseau de Bouygues Telecom.
En 2015, L'Express signale l'agressivité des pratiques commerciales de Lycamobile et Lebara ainsi que la précarité des conditions de travail de leurs employés et intermédiaires.

## Services
Lycamobile commercialise des services de téléphonie et d'internet mobiles internationaux au moyen de cartes rechargeables ou de forfaits. En tant qu'opérateur de réseau mobile virtuel (MVNO), elle loue l'accès aux fréquences radio et au réseau radio (RAN) de différents opérateurs mobile selon les pays.
L'entreprise, en tant que agrégateur de réseau mobile virtuel (MVNA) achète également des capacités sur des réseaux, en vrac, à des opérateurs mobiles partenaires pour ensuite les revendre en gros à d'autres MVNO.
Elle se définit comme low cost (en français : à bas coûts) et pratique partout une stratégie de prix agressive afin d'acquérir des parts de marché. Cette stratégie est mise en pratique par le biais d'accords internationaux d'itinérance : chaque marque du MVNO exerce indépendamment dans chaque pays, ce qui conduit à l'utilisation de réseaux d'itinérance différents dans un même pays en fonction de la provenance de sa carte SIM (exemple : une SIM Lycamobile française utilisera l'itinérance de Bouygues Telecom, là où une SIM d'un MVNO provenant d'un autre pays européen (ex : Pays-Bas, Suisse) pourra se connecter en itinérance sur le réseau de l'opérateur Orange).

## Sous-marques

### Lycatel
Distincte de la marque Lycamobile mais affiliée à celle-ci, la société Lycatel se concentre sur la vente des cartes SIM et des recharges par l'intermédiaire d'un site web et de grossistes qui les distribuent au moyen d'un réseau international de boutiques affiliées.
Fonctionnant en tant qu'entités juridiques séparées, les deux entreprises peuvent cependant fonctionner en parallèle dans certains pays.

### GT Mobile
GT Mobile (Gnanam Telecom Mobile) était une sous-marque MVNO de Lycamobile qui était implantée en Australie, aux Pays-Bas, en Suède et au Royaume-Uni. L'entreprise proposait également la possibilité d'émettre des appels à l'international par le biais de cartes prépayées. Ses tarifs différaient de ceux de Lycamobile.

## Affaires judiciaires
En juin 2023, les sociétés Lycamobile France et Lycamobile Services ainsi que huit personnes physiques, salariées de ces sociétés sont jugés à Paris devant le tribunal correctionnel. Leur sont reprochés deux dossiers de blanchiment d'argent entre 2014 et 2016 et de fraude à la TVA entre 2014 et 2016. Lycamobile se dit étranger à l'affaire sur le dossier du blanchiment d'argent et de bonne foi sur le dossier de la fraude à la TVA.
Elles sont accusées d'avoir commis avec l'aide d'une équipe de blanchisseurs de la communauté pakistanaise d’Île-de-France, une fraude à la TVA d’un montant de 70 millions d’euros. 17 millions d’euros auraient notamment été blanchis grâce aux cartes prépayées. Ce « système » aurait été mis en place « à l'insu » de Lycamobile, selon l'entreprise, qui se défend de toute infraction. Néanmoins, l'accusation estime que, via un « montage » entre les deux sociétés sœurs, Lycamobile Services a indument revendu les produits téléphoniques, achetés toutes taxes comprises (TTC) à Lycamobile France, à un prix hors taxe (HT), ce qui lui a permis de solliciter des remboursements de TVA.
Le 26 octobre 2023 les sociétés françaises de Lycamobile sont condamnées par le tribunal correctionnel de Paris à 10 millions d’euros d’amende pour blanchiment et escroquerie à la taxe sur la valeur ajoutée (TVA). L’ancien PDG britannique du groupe est, pour sa part et pour complicité du second délit, condamné à 3 ans d’emprisonnement dont 18 mois ferme, 250 000 euros d’amende, avec interdiction de gérer une entreprise pendant 5 ans, toutes condamnations dont il est fait appel .

## Réseaux
En tant que MVNO, Lycamobile utilise les réseaux de divers opérateurs mobiles selon les pays : 
| Pays              | Partenaire de réseaux |
| ----------------- | --------------------- |
| Allemagne         | Vodafone              |
| Australie         | Telstra               |
| Autriche          | A1                    |
| Belgique          | Orange                |
| Danemark          | TDC                   |
| Espagne           | Movistar              |
| États-Unis        | T-Mobile              |
| France            | Bouygues Telecom      |
| Irlande           | O2                    |
| Italie            | Vodafone              |
| Macédoine du Nord | A1                    |
| Norvège           | Telia                 |
| Pays-Bas          | KPN                   |
| Pologne           | Polkomtel             |
| Portugal          | Vodafone              |
| Royaume-Uni       | O2                    |
| Suède             | Telenor               |
| Suisse            | Swisscom              |
| Tunisie           | Tunisie Telecom       |